# Garlasco
Garlasco je italská obec v provincii Pavia v oblasti Lombardie.
K 31. prosinci 2011 zde žilo 9 912 obyvatel.

## Sousední obce
Alagna, Borgo San Siro, Dorno, Gropello Cairoli, Tromello, Zerbolò